# Tour de la region de Lodz
Tour de la region de Lodz – były wyścig kolarski organizowany od 1992 do 2019 roku, najpierw przez Ośrodek Sportu i Rekreacji w Łasku, a następnie przez stowarzyszenie „APC – Akcja Dla Kolarstwa”. W wyścigu startowali i odnosili sukcesy tacy zawodnicy jak Łukasz Bodnar, Heinrich Haussler, Bartosz Huzarski, Michał Gołaś, Maciej Bodnar i Michał Kwiatkowski.

## Formuła wyścigu
Przez większą część swojego istnienia wyścig był rozgrywany w formule wieloetapowej (najczęściej 4 etapy, lub 5 etapów z indywidualną jazdą na czas) w lipcu lub w sierpniu. Trasy etapów były wytyczane w formule etapów gwiaździstych (lata 1993-1997), następnie standardem były etapy w formie pętli liczącej kilkanaście kilometrów, którą kolarze pokonywali w 9-12 okrążeniach. Z racji ukształtowania terenu, wyścig był w przeważającej części płaski, okazjonalnie trasa była pagórkowata.
Wyścig najwięcej razy odbywał się w Łasku i w okolicach. W samym mieście 18 edycji odbywało się w Sędziejowicach, 13 w Zduńskiej Woli, 12 razy w Buczku, 9 w Łodzi, 5 razy w Ruścu, 4 w Pabianicach, po 3 razy w Zapolicach i Kiełczygłowie, 2 w Poddębicach i Rzgowie i po 1 razie w Szadku i w Widawie. Łącznie miejscowości etapowych było 13.

## Historia
Zanim powstał wyścig, od 1971 do 1984 roku organizowano w Łasku, etapy Drużynowych Mistrzostw Polski i Mistrzostw Polski w parach, gdzie medale zdobywali m.in. Ryszard Szurkowski, Czesław Lang, Zenon Jaskuła. W mieście prężnie działał także nieistniejący dziś klub Grabia, którego zawodnicy z sukcesami startowali w różnych zawodach w całej Polsce. Środowisko związane z Grabią, z prezesem Andrzejem Syską na czele 

### 1992 – 1996 - Ogólnopolski wyścig kolarski "Po Ziemi Łaskiej"
W 1990 grupa inicjatorów postanowiła zorganizować wyścig na Ziemi Łaskiej, tym samym powracając do tradycji. Początkowym zamierzeniem była organizacja corocznych klasyków kolarskich dla wszystkich kategorii wiekowych. Pomysł zyskał uznanie ówczesnego kierownika OSiRu w Łasku Zygmunta Knopa oraz burmistrza Andrzeja Owczarka i w listopadzie 1991 roku zgłoszono zawody do Okręgowego Związku Kolarskiego w Łodzi. 26 czerwca 1992 roku, odbyła się pierwsza edycja wyścigu, w formie wyścigu jednoetapowego ze startem i metą w Łasku. Inauguracyjny wyścig w kat. "Senior" wygrał Marek Kalita ze Stomilu Bełchatów. Prócz wyścigu seniorów odbyły się wówczas zawody w kategoriach młodzików, juniorów młodszych oraz starszych. 

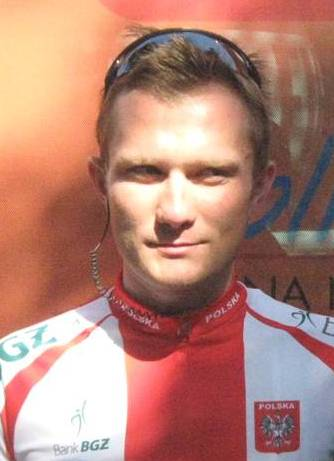
Błażej Janiaczyk (zdjęcie z 2009 roku) jako jedyny kolarz dwukrotnie wygrał klasyfikację generalną wyścigu

Rok później wyścig miał już formułę wieloetapową i startowali wyłącznie juniorzy. 

### 1997 – 1998 - Ogólnopolski wyścig kolarski "Po Ziemi Łaskiej i Sieradzkiej"
Wyścig stawał się coraz popularniejszy, co skutkowało zainteresowaniem sponsorów i innych samorządów ówczesnego województwa sieradzkiego. To sprawiło, że w 1997 roku po raz pierwszy rozegrano etap poza Łaskiem, dokładnie na trasie Widawa-Zapolice-Widawa. Rok później peleton przejechał także przez Rusiec i Sędziejowice.
W 2000 roku zorganizowano po raz pierwszy etap z miasta do miasta (Łask-Poddębice).
Zawody przeszły wszystkie szczeble klasyfikacji PZKol. Zainteresowanie wyścigiem przez Urząd Wojewódzki w Sieradzu sprawiło, że zmieniono nazwę zawodów na Ogólnopolski Wyścig Kolarski “Po Ziemi Łaskiej i Sieradzkiej”.

### 1999 – 2012 - Międzynarodowy wyścig kolarski "Tour de la region de Lodz"

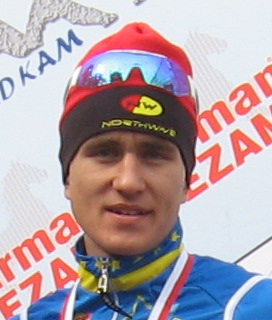
Michał Kwiatkowski (zdjęcie z 2008 roku) zwyciężył w wyścigu w 2007 roku

Po edycji 1998 wyścig dostał od UCI kategorię 2.8, w której były liczone punkty do klasyfikacji Challenge. Skutkowało to wpisaniem wyścigu do kalendarza UCI na 1999 rok. Od 2001 roku, z racji reformy administracyjnej, wyścig zmienił nazwę na Szlakiem powiatów województwa łódzkiego. W Międzynarodowej Unii Kolarskiej zarejestrowano wyścig pod nazwą Tour de la region de Lodz. W 2003 roku po raz pierwszy etap odbył się w Pabianicach. Była to pierwsza lokalizacja poza dawnym województwem sieradzkim. Rok później po raz pierwszy kolarze pojawili się w Łodzi, przejeżdżając etap po ulicach osiedla Retkinia. Nową lokalizacją etapu był również Buczek. Wtedy też jedyny raz kolarze nie ścigali się w Łasku.
W 2004 roku wyścig podniesiono do kat. 2.1, co jest najbardziej prestiżową kategorią juniorską. W 2008 roku po raz pierwszy wytypowano wyścig do kontroli antydopingowej.

### 2013 – 2019 - Dwuletnia przerwa i schyłek wyścigu
W 2013 roku, po raz pierwszy od 21 lat, wyścig nie odbył się. Powodem było wycofanie się generalnego sponsora, przez co brakowało pieniędzy na dopięcie budżetu. W październiku 2013 roku rozpoczęto przygotowania do kolejnej edycji wyścigu. W 2014 roku ponownie nie udało się zorganizować wyścigu, co w końcu miało miejsce rok później.
W 2018 roku wyścig po raz pierwszy pojawił się w Rzgowie. W 2019 roku dyrektorem wyścigu został Michał Dudek. Od 2020 roku wyścig nie jest organizowany, najpierw z powodu pandemii COVID-19, następnie przez brak zainteresowania ze strony sponsorów. Twórca i pomysłodawca wyścigu Andrzej Syska zmarł 8 marca 2021 roku. W 2023 roku Stowarzyszenie "Akcja dla Kolarstwa" zakończyło swoją działalność i zostało wykreślone z Krajowego Rejestru Sądowego.

## Klasyfikacja generalna
| Edycja                                  | 1. miejsce                                 | 2. miejsce                                   | 3. miejsce                                 |
| --------------------------------------- | ------------------------------------------ | -------------------------------------------- | ------------------------------------------ |
| I (1992)                                | Piotr Szkudłowski (Górnik Polkowice)       | Andrzej Puc (Metalchem Opole)                | Tomasz Strejch (Agromel Toruń)             |
| II (1993)                               | Marcin Muszalski (Budowlani Wieluń)        | Paweł Nowowiejski (Drewmebel Częstochowa)    | Artur Sekta (Krupiński Suszec)             |
| III (1994)                              | Jacek Walczak (Cyklista Żyrardów)          | Tomasz Cybulski (Cyklista Żyrardów)          | Sławomir Pasterski (KTC Konin)             |
| IV (1995)                               | Piotr Buchert (WKS Flota Gdynia)           | Przemysław Andrzejak (KTK Kalisz)            | Krzysztof Miedziński (Społem Central Łódź) |
| V (1996)                                | Vladimiras Smirnovas (Litwa)               | Leszek Kołtun (TKK Pacific Toruń)            | Piotr Syska (MKK Grabia Łask)              |
| VI (1997)                               | Paweł Szaniawski (Piast Nowa Ruda)         | Tomasz Szolc (Górnik Wałbrzych)              | Dariusz Rudnicki (LKS Ogniwo Dzierżoniów)  |
| VII (1998)                              | Stundżia Drasutis (Kaunas SM)              | Daniel Okruciński (Pacific SMS Toruń)        | Daniel Majewski (Cyklista Żyrardów)        |
| VIII (1999)                             | Jarosław Białowieżec (Polska)              | Markus Fothen (Niemcy)                       | Peter Mazur (Sprandi Jelcz Laskowice)      |
| IX (2000)                               | Błażej Janiaczyk (SMS Pacific Toruń)       | Wladzimir Autka (Białoruś)                   | Christian Mulle (Niemcy)                   |
| X (2001)                                | Błażej Janiaczyk (Polska)                  | Piotr Zieliński (Krakus Kraków)              | Heinrich Haussner (RSC Cottbus)            |
| XI (2002)                               | Sławomir Baliński (SMS Pacific Toruń)      | Michał Gołaś (SMS Pacific Toruń)             | Rafał Gniazdowski (SMS Wrocław)            |
| XII (2003)                              | Piotr Lis (GKS Tarnovia Tarnowo Podgórne)  | Tomasz Zakrzewski (Cyklista Bakoma Żyrardów) | Laureat Mars (Velo Club Arednnes)          |
| XIII (2004)                             | Sergey Kunshin (Premier Rosja)             | Aleksyi Kunshin (Premier Rosja)              | Szymon Biesek (SMS Świdnica)               |
| XIV (2005)                              | Gatis Smukulis (Łotwa)                     | Radosław Kwiatkowski (TKK-SMS Pacific Toruń) | Andrey Klyuev (Premier Rosja)              |
| XV (2006)                               | Rafał Gorczyca (KS Pogoń Mostostal Puławy) | Tomasz Domagała (Wielkopolska)               | Piotr Sztobryn (KS Pogoń Mostostal Puławy) |
| XVI (2007)                              | Michał Kwiatkowski (TKK Pacific Toruń)     | Jarosław Kowalczyk (TKK Pacific Toruń)       | Piotr Kasperkiewicz (SMS Świdnica)         |
| XVII (2008)                             | Łukasz Wiśniowski (TKK Pacific Toruń)      | Kamil Markowski (OZKol Lublin)               | Yauhen Yvanou (Białoruś)                   |
| XVIII (2009)                            | Marcin Saczuk (SMS Toruń)                  | Martti Valk (Estonia)                        | Grzegorz Haba (KS Pogoń Mostostal Puławy)  |
| XIX (2010)                              | Mihkel Räim (Estonia)                      | Andris Vosekalns (Łotwa)                     | Daniel Horyza (Wielkopolska)               |
| XX (2011)                               | Oskar Nisu (Estonia)                       | Felix Donath (RSC Cottbus)                   | Aleksandr Piasteski (Białoruś)             |
| XXI (2012)                              | Kristis Neilands (Łotwa)                   | Przemysław Kasperkiewicz (SMS Świdnica)      | Martin Otonicar (HIT Casinos Pro-Concrate) |
| w latach 2013-2014 wyścig nie odbył się |                                            |                                              |                                            |
| XXII (2015)                             | Dzmitry Nazarecka (Białoruś)               | Till Zetzsche (RSC Cottbus)                  | Jakub Muras (Resovia)                      |
| XXIII (2016)                            | Vojtech Sedlacek (Bohemia Regional Team)   | Filip Maciejuk (KS Pogoń Mostostal Puławy)   | Dominik Drdek (Bohemia Regional Team)      |
| XXIV (2017)                             | Dzianis Mazur (Białoruś)                   | Dawid Burczak (SMS Świdnica)                 | Karol Wawrzyniak (UKS Copernicus Toruń)    |
| XXV (2018)                              | Grigoriy Sharov (GOUR Shchelkowo)          | Ralt Harm (Estonia)                          | Josef Čekal                                |
| XXVI (2019)                             | Mantas Bitinas (Litwa)                     | Jakub Bouček (RBB Invest Force Cycling Team) | Eitvilas Azelis (Litwa)                    |

## Źródła
- Historia wyścigu opisana na oficjalnej stronie internetowej. [zarchiwizowane z tego adresu (2016-04-03)].